# Morbær-familien
Morbær-familien (Moraceae) er en familie med 38 slægter og 1100 arter, som er udbredt i troperne, subtroperne og de varmt tempererede egne i alle verdensdele. De kan kendes på, at de som regel indeholder hvid mælkesaft i bark og blade. Blomsterne er små og enkønnede, og de er placeret i kompakte stande. Da nogle af arterne har stor interesse som nytteplanter, nævnes deres slægter her.
| Slægter |

| - Upastræ-slægten (Antiaris) - Antiaropsis - Brødfrugt-slægten (Artocarpus) - Bagassa - Batocarpus - Bleekrodea - Boehmeriopsis - Bosqueiopsis - Brødnødtræ-slægten (Brosimum) - Papirmorbærtræ (Broussonetia) - Castilla - Clarisia - Dorstenia | - Fatoua - Figen (Ficus) - Helianthostylis - Helicostylis - Hullettia - Osagetorn-slægten (Maclura) - Maquira - Mesogyne - Iroko-slægten (Milicia) - Morbær (Morus) - Naucleopsis - Parartocarpus - Perebea | - Poulsenia - Prainea - Pseudolmedia - Scyphosyce - Sorocea - Sparattosyce - Streblus - Treculia - Trilepisium - Trophis - Trymatococcu - Utsetela |

Note
1. ↑  APG: Moraceae